# 林忠正
林忠正（1954年1月9日—），台灣政治人物，為閩南裔穆斯林後裔，有阿拉伯血統，曾任民主進步黨主席施明德特別助理，曾代表民主進步黨任職全國不分區立法委員，在立法委員任內的綽號叫做「頑皮豹」。

## 簡歷
1997年8月，林忠正被年代影視董事長邱復生聘為年代影視副董事長，同時兼任台灣職棒大聯盟嘉南年代勇士領隊。

### 金管會委員
後來林忠正擔任行政院金融監督管理委員會委員，因涉嫌收賄為開發金控、金鼎證券、宏遠證券等公司護航，遭羈押禁見，向金管會請辭委員獲准。
2006年11月6日，中華民國總統府公布人事令：林忠正已准辭職，應予免職，自2006年10月30日生效。一審宣判，林忠正遭判有期徒刑16年。2009年8月21日，台灣高等法院二審宣判，林忠正受賄改判有期徒刑14年徒刑、褫奪公權5年。2010年12月30日，中華民國最高法院駁回林忠正上訴，以貪污、洩密等罪判決林忠正有期徒刑14年、褫奪公權5年定讞。2011年1月26日，林忠正在施明德、林向愷、姚立明及楊憲宏等人陪同下召開記者會表示，「我沉默，不代表我認罪」，他得知判決後曾想過要輕生，但他認為必須活著證明自己清白、活著看到司法改革，才打消自殺念頭。2011年2月11日，林忠正入監服刑。

### 擔任顧問
2016年，林忠正擔任台灣通訊傳播產業協進會顧問、東森媒體集團首席顧問，在東森集團位於臺北市忠孝西路一段的崇聖大樓15樓有自己的辦公室，東森集團各公司的大小會議都能見到他。